# Jhansi Railway Settlement
Jhansi Railway Settlement è una suddivisione dell'India, classificata come Industrial Township, di 15.500 abitanti, situata nel distretto di Jhansi, nello stato federato dell'Uttar Pradesh. 